# 華萊士 (佛羅里達州)
華萊士（英語：Wallace）是位於美國佛羅里達州聖羅薩縣的一個人口普查指定地區。

## 地理
華萊士的座標為30°40′39″N 87°10′48″W / 30.67750°N 87.18000°W，而該地最高點為海拔高度55米（即180英尺）。

## 人口
根據2010年美國人口普查的數據，華萊士的面積為30.43平方千米，當中陸地面積為30.34平方千米，而水域面積為0.09平方千米。當地共有人口1785人，而人口密度為每平方千米58人。